# Gospodarka Bahrajnu
Gospodarka Bahrajnu oparta jest głównie na wydobyciu surowców naturalnych takich jak gaz czy ropa naftowa.
Waluta Bahrajnu, czyli dinar bahrajski jest drugą co do wartości jednostką walutową na świecie. Od końca XX wieku Bahrajn intensywnie inwestował w sektor bankowy i turystyczny. W 2008 Bahrajn został uznany przez ranking Global Financial Centers Index za najszybciej rozwijające się centrum finansowe na świecie. Sektor usług bankowych i finansowych Bahrajnu skorzystał na regionalnym boomie, napędzanym popytem na ropę naftową.
Produkcja ropy naftowej stanowi 60% wpływów z eksportu oraz 11% PKB.

## Rolnictwo i rybołówstwo
Bahrajn zajmuje się uprawą głównie daktyli i warzyw, lecz ze względu na nieznaczną liczbę pól uprawnych, rolnictwo w Bahrajnie ma bardzo małe znaczenie dla gospodarki tego kraju. Ze względu na przełowienie w Zatoce Perskiej przemysł rybny traci na znaczeniu.

## Przemysł
Oprócz intensywnie eksploatowanych złóż ropy naftowej i gazu ziemnego od 2008 roku poszukiwane są nowe złoża ropy naftowej. W 2018 roku odkryto największe złoże ropy naftowej w historii kraju. Bahrajn posiada również fabryki aluminium. Ponadto przemysł stoczniowy staje się ważnym przemysłem. Trzecią najważniejszą gałęzią przemysłu w kraju jest przemysł włókienniczy. Produkcja jest eksportowana głównie do ZEA, Arabii Saudyjskiej czy USA. Branża recyklingu aluminium zyskuje na znaczeniu.

## Usługi
Ze względu na ograniczone rezerwy ropy kraj rozwija sektor finansowy. Bahrajn jest obecnie jednym z najważniejszych centrów usług finansowych na Bliskim Wschodzie.

## Turystyka
Bahrajn ma bardzo małą liczbę plaż naturalnych, które dodatkowo są zaniedbane lub są własnością prywatną. Bahrajn jest odwiedzany głównie przez turystów z Arabii Saudyjskiej ze względu na luźne zwyczaje i brak zakazu serwowania alkoholu w miejscach publicznych. Liczba turystów z krajów zachodniej Europy czy USA jest niewielka. Bahrajn jest często oferowany jako część rejsu po Zatoce Perskiej. Od 2004 roku na odległym południowo-wschodnim krańcu wyspy rozwija się prywatny projekt urbanizacyjny Durrat al-Bahrain z 13 sztucznymi wyspami. Znajdują się tam prywatne odcinki plaży, wille, kamienice.

## Transport
W Bahrajnie dobrze rozwinięty jest transport samochodowy, lotniczy i morski. Od 1986 kraj ma bezpośrednie, 25-kilometrowe połączenie autostradowe poprzez Drogę Króla Fahda z Arabią Saudyjską. Posiada międzynarodowy port lotniczy położony w Al-Muharrak.